# Sauzelles
Sauzelles é uma comuna francesa na região administrativa do Centro, no departamento de Indre. Estende-se por uma área de 12,86 km². Em 2010 a comuna tinha 254 habitantes (densidade: 19,8 hab./km²).